# York (rivier)
De York is een rivier in het oosten van de Verenigde Staten van Amerika.
De rivier ontstaat bij West Point waar de rivieren Mattaponi en Pamunkey samenkomen. De York stroomt in de Chesapeake Bay op een kleine 8 km ten oosten van Yorktown.
Hoewel de rivier relatief kort is speelde ze een belangrijke rol in de geschiedenis van de Verenigde Staten. Op haar oevers ontstonden de eerste nederzettingen van het koloniale Virginia en ze vormde de achtergrond voor campagnes in de Amerikaanse Revolutie en de Amerikaanse Burgeroorlog.